# Genic
Genic (_genic) è il dodicesimo album studio della cantante giapponese Namie Amuro. L'album è stato pubblicato in Giappone il 10 giugno 2015.

## Tracce[1]
CD
1. Photogenic
2. Time Has Come
3. Golden Touch
4. Birthday
5. It
6. Scream
7. Fashionista
8. Fly
9. B Who I Want to B (feat. Hatsune Miku)
10. Stranger
11. Every Woman
12. Space Invader
13. Anything
14. David Guetta – What I Did for Love (feat. Namie Amuro) (Special Track)

DVD / Blu-ray
1. Golden Touch (Music Video)
2. Birthday (Music Video)
3. Fashionista (Music Video)
4. Stranger (Music Video)
5. Anything (Music Video)